# Leccinellum
Leccinellum ist eine Pilzgattung aus der Familie der Dickröhrlingsverwandten (Boletaceae). Die Fruchtkörper ähneln in der Gestalt stark den Arten aus der Gattung Leccinum, besitzen aber in allen Fruchtkörperteilen ein gelbes Pigment. Ist es nur schwach ausgeprägt oder erscheint es nur vorübergehend an einzelnen Teilen, besteht die Hutdeckschicht aus Ketten mit kugelförmigen Zellen. Darüber hinaus verfärbt sich das Fleisch an der Luft oft rasch und gleichmäßig intensiv, beispielsweise erst rötlich, violettlich, lilafarben und schließlich grau oder schwärzlich. Die Arten der Gattungen Leccinum und Leccinellum werden im deutschen Sprachraum aufgrund der schuppigen/rauen Stieloberfläche auch als „Raufüße“, kurz für „Raufußröhrlinge“, oder „Raustielröhrlinge“ bezeichnet.
Die Typusart ist der Gelbporige Raufuß (Leccinellum crocipodium).

## Merkmale

### Makroskopische Merkmale
Die weichfleischigen Fruchtkörper der Leccinellum-Arten haben den gleichen Habitus wie die Raustielröhrlinge aus der Gattung Leccinum. Sie sind in Stiel und Hut gegliedert und besitzen auf der Hutunterseite eine Röhrenschicht. Der gewölbte Hut hat am Rand keinen schmalen, hautförmigen Saum (nicht appendikuliert). Während sich auch die Röhren zwischen Stiel und Hutrand kissenförmig wölben, sind sie rings um die Stielspitze grabenförmig ausgebuchtet. Die Stiele sind im Vergleich zum Hut lang und gestreckt. Sie haben eine gestreift strukturierte und mit rauen Schüppchen bedeckte Stielrinde. Diese rippenartigen Streifen sind oft mehr oder weniger ausgeprägt netzartig miteinander verbunden, wobei sich die Schüppchen hauptsächlich auf die Rippen konzentrieren. Die Pilze sind entweder in allen Teilen des Fruchtkörpers deutlich gelb gefärbt oder weisen nur andeutungsweise und beschränkt auf bestimmte Teile und Entwicklungsstadien gelbe Farbtöne auf, wie beispielsweise blass gelblich-weiße oder gelblich-graue Stiele, blass grau-gelblich-strohfarbene oder schmutzig gelb-graue Röhren, manchmal stellenweise ocker-gelbe Hüte oder ein gelegentlich blass gelbliches Fleisch über den Röhren. Das Fleisch einiger Arten verfärbt sich bei Kontakt mit Luftsauerstoff auffallend rasch und ganz rötlich, violettlich oder lilafarben und schließlich grau bis schwärzlich.

### Mikroskopische Merkmale
Hutdeckschicht aus Ketten von Kugelzellen oder von breiten, kurzgliedrigen Hyphen. Die Ketten bisweilen mit Dermatozystiden endend und mit schlanken, langgliedrigen, schmäleren Hyphen untermischt.

## Ökologie
Die Raufußröhrlinge aus der Gattung Leccinellum sind Mykorrhizapilze, die teilweise eng an bestimmte Höhere Pflanzen gebunden sind.

## Äußere Systematik
Die Gattung Leccinellum ist nah mit den Gattungen Chamonixia, Leccinum und Octaviania verwandt, gehört also in die Unterfamilie der Leccinoideae innerhalb der Dickröhrlingsverwandten (Boletaceae). Die Trennung dieser Gattungen wird meist anerkannt. Eine aktuelle Studie aus Nordamerika schlägt vor, ein sehr weites Konzept der Gattung Leccinum anzuwenden und die genannten Gattungen zusammen mit wenigen weiteren zu einer Großgattung zusammenzufassen.

## Arten
Nachfolgend wird eine weltweite Auswahl der Arten der Gattung Leccinellum angegeben:
| Deutscher Name     | Wissenschaftlicher Name   | Autorenzitat                                       | Synonyme                                                                | Vorkommen                          |
| ------------------ | ------------------------- | -------------------------------------------------- | ----------------------------------------------------------------------- | ---------------------------------- |
|                    | Leccinellum aberrans      | (J. Blum 1969) C. Hahn 2020                        | Leccinellum blumii (Contu) Blanco-Dios comb. ill.                       | Europa: Mittelmeerraum             |
| Zistrosen-Raufuß   | Leccinellum corsicum      | (Rolland 1896) Bresinsky & Manfr. Binder 2003      |                                                                         | Europa: Mittelmeerraum             |
| Gelbporiger Raufuß | Leccinellum crocipodium   | (Letellier 1838) Della Maggiora & Trassinelli 2014 | Leccinellum luteoporum (Bouchinot) Blanco-Dios                          | Europa                             |
| Hainbuchen-Raufuß  | Leccinellum pseudoscabrum | (Roman Schulz 1924) Mikšík 2017                    | Leccinellum carpini (R. Schulz) Bresinsky & Manfr. Binder               | Europa                             |
|                    | Leccinellum quercophilum  | Michael Kuo 2013                                   |                                                                         | Nordamerika                        |
|                    | Leccinellum rhodoporosum  | (Haruki Takahashi) Haruki Takahashi 2016           |                                                                         | Asien                              |
|                    | Leccinellum rugosiceps    | (Peck 1904) C. Hahn 2020                           |                                                                         | Nordamerika                        |
| Grüneichen-Raufuß  | Leccinellum tlemcenense   | (Maire 1906) C. Hahn 2020                          | Leccinellum lepidum (Bouchet ex Essette) Bresinsky & Manfr. Binder 2003 | Europa, Nordafrika: Mittelmeerraum |
|                    | Leccinellum viscosum      | (Halling & B. Ortiz 2009) Mikšík 2016              |                                                                         | Mittelamerika (Belize)             |

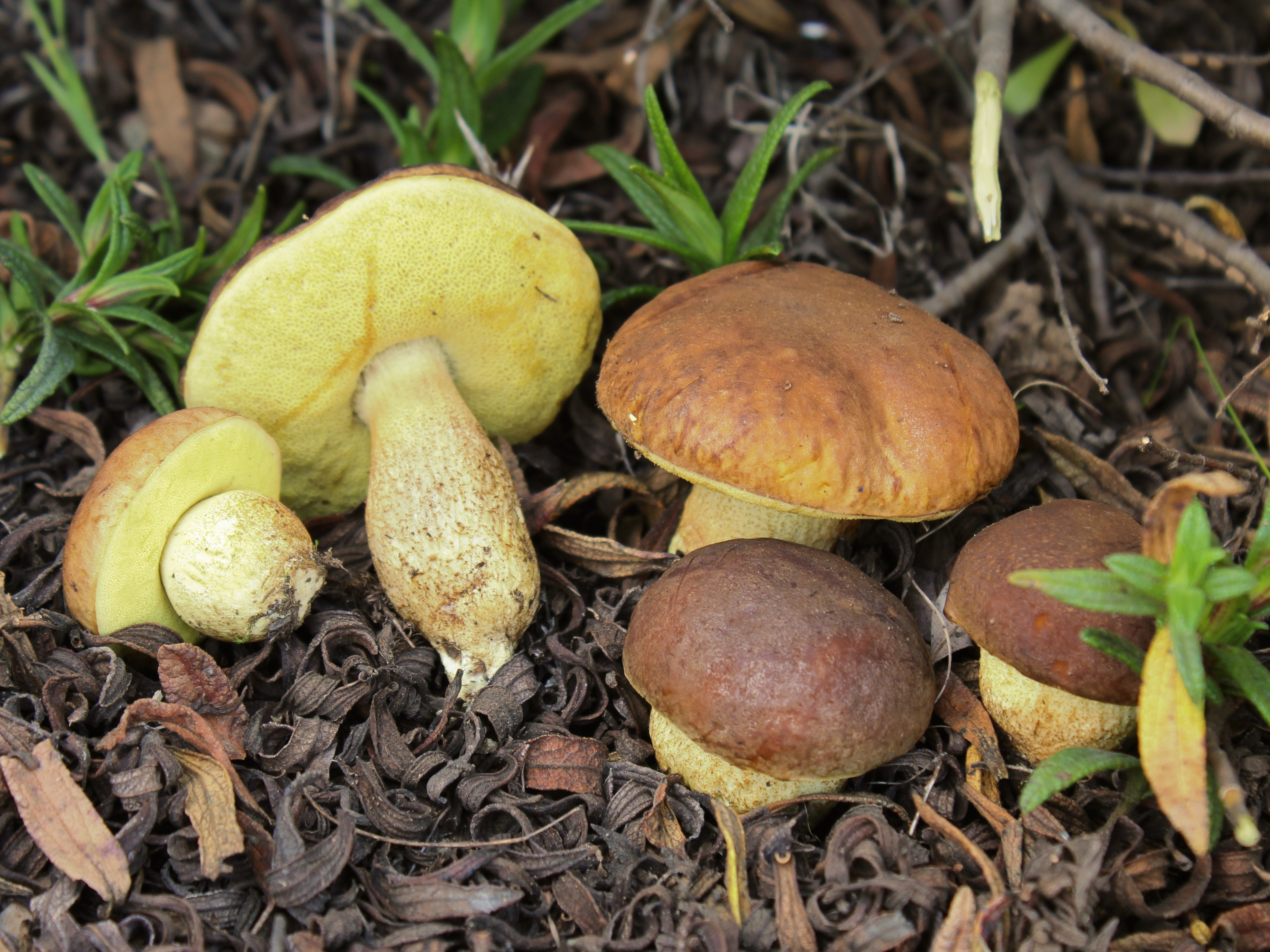
Zistrosen-Raufuß Leccinellum corsicum
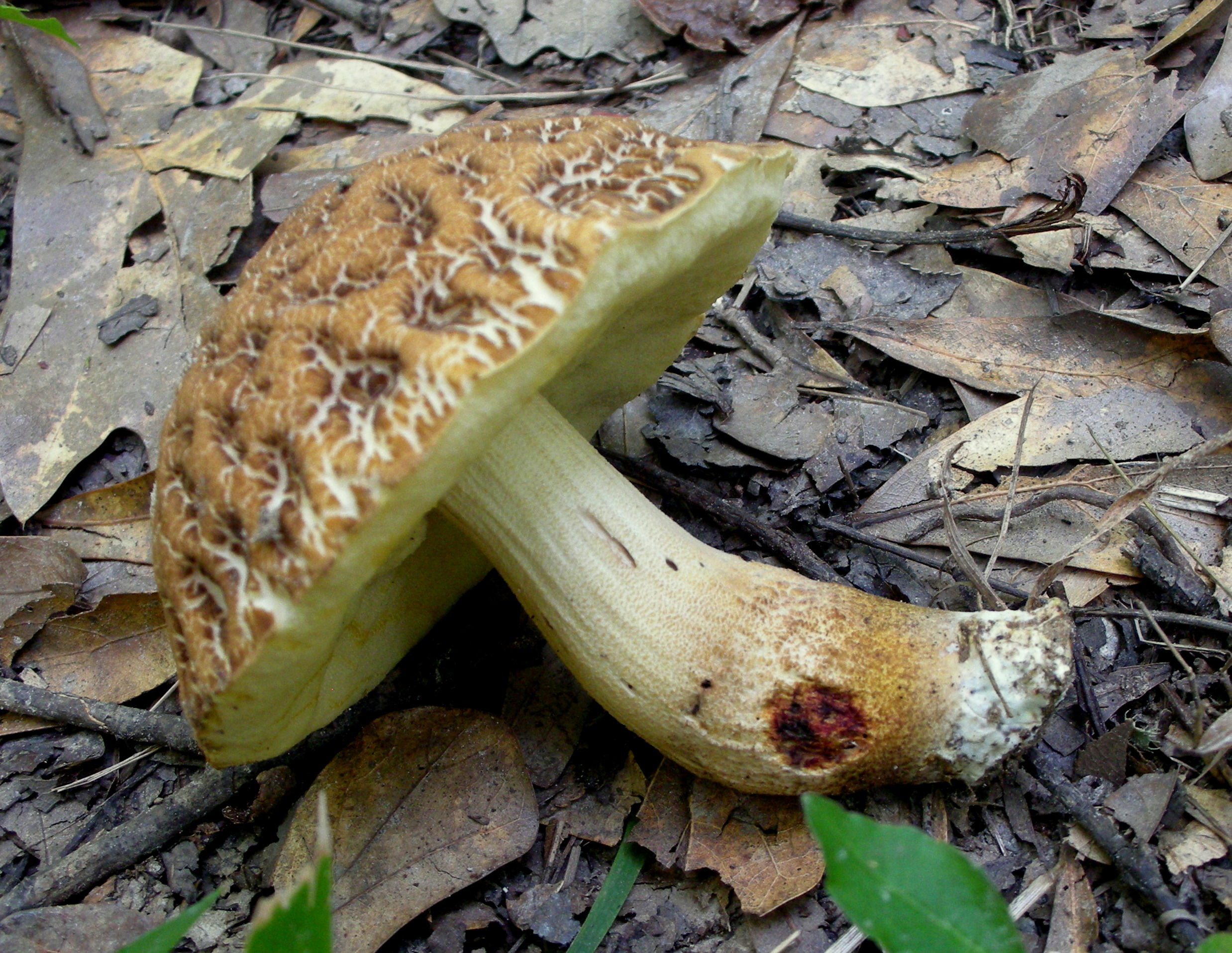
Gelbporiger Raufuß Leccinellum crocipodium
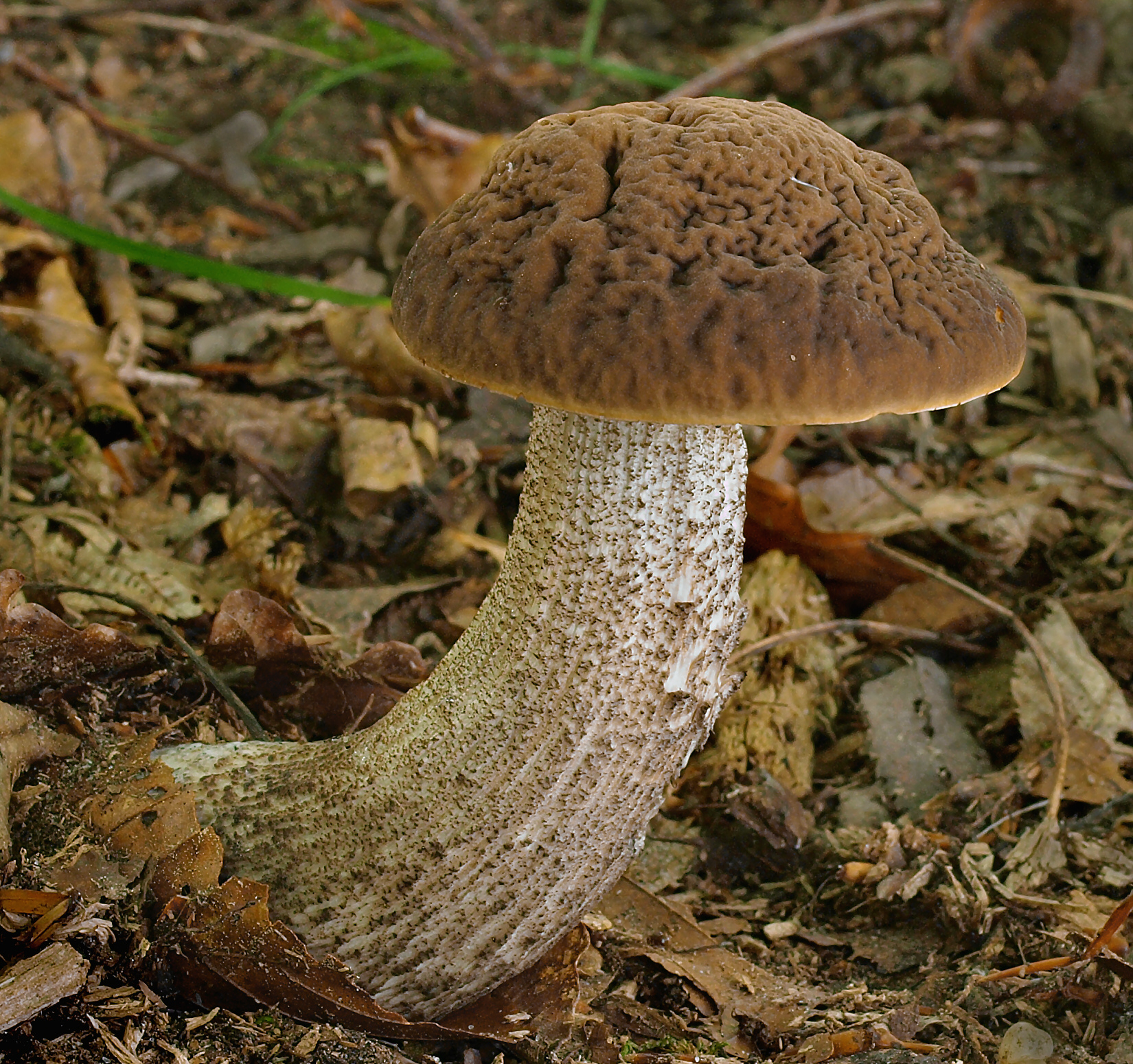
Hainbuchen-Raufuß Leccinellum pseudoscabrum
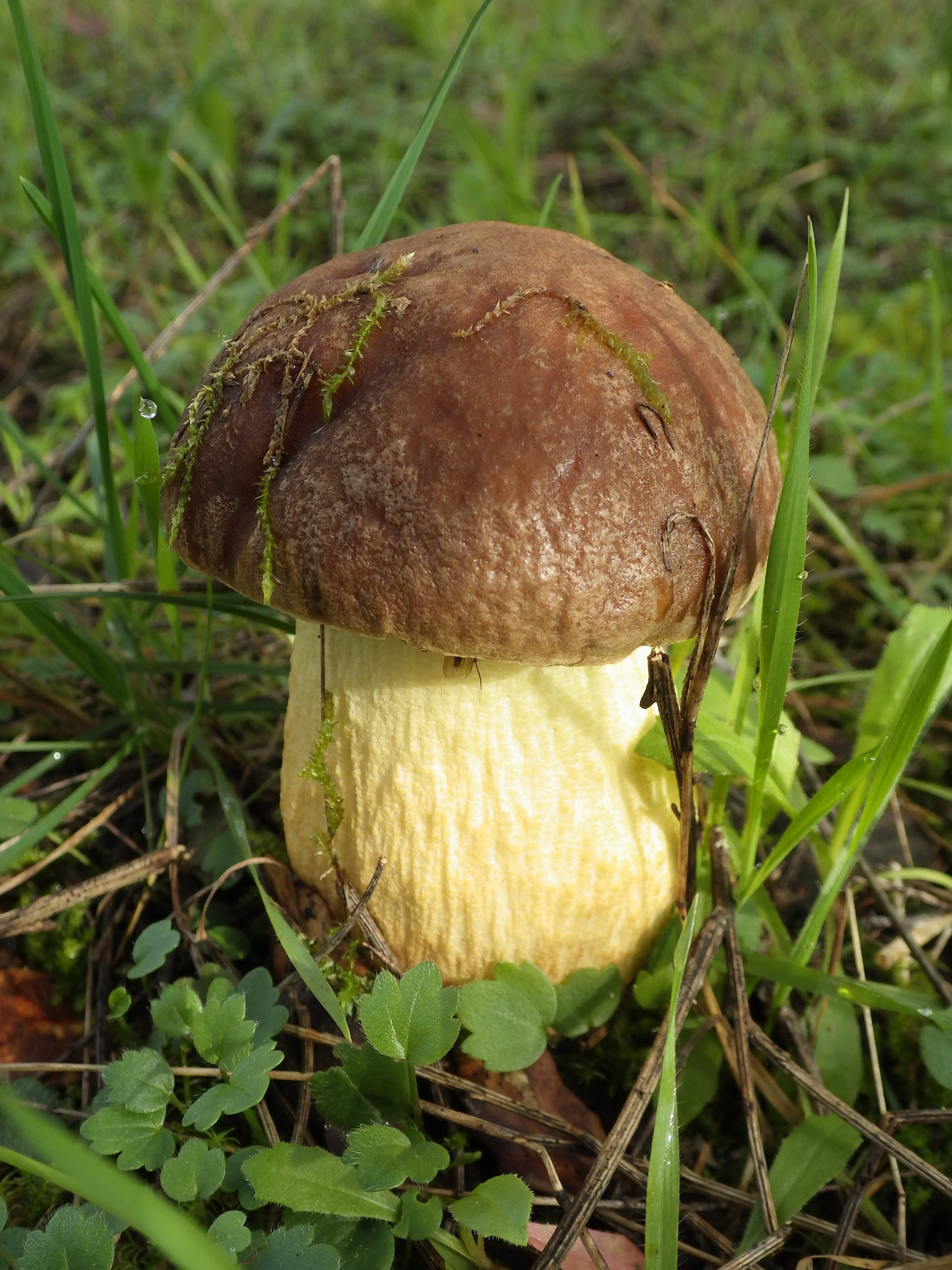
Grüneichen-Raufuß Leccinellum tlemcenense

## Bedeutung
Alle Raufußröhrlinge sind essbar, sind aber zum großen Teil selten oder ohne besonderen Wert. Einige Arten sind geschätzte Speisepilze. Alle Arten der Gattung stehen in Deutschland unter Naturschutz und dürfen nur in kleinen Mengen zum eigenen Verbrauch gesammelt werden.